# Sundamys infraluteus
Sundamys infraluteus és una espècie de mamífer rosegador de la família dels múrids. Viu a altituds d'entre 700 i 2.930 msnm a Indonèsia, Malàisia i, possiblement, Brunei. El seu hàbitat natural són els boscos primaris. És una espècie en risc mínim, és a dir, no sembla que hi hagi cap amenaça significativa per a la seva supervivència. El seu nom específic, infraluteus, significa ‘poc groc safrà’ en llatí.